# Cristian Dulca
Cristian Dulca (Cluj-Napoca, 25 ottobre 1972) è un allenatore di calcio ed ex calciatore rumeno, di ruolo difensore, commissario tecnico della nazionale di calcio femminile della Romania.

## Biografia
Suo figlio Marco è a sua volta un calciatore professionista.

## Carriera

### Giocatore
In carriera ha giocato per varie squadre rumene tra cui il CFR Cluj e il Rapid Bucarest. Ha avuto una breve esperienza in Corea del Sud. Nel 2003 si ritirò dal calcio per problemi cardiaci.
Dulca giocò anche per la Nazionale rumena ai Mondiali del 1998 in Francia.

### Allenatore
Inizia come allenatore nel 2008, nel Vaslui, mentre nel 2009 va ad allenare l'U Cluj, squadra in cui militava anche come calciatore.
Il 20 gennaio 2021 è stato nominato nuovo commissario tecnico della nazionale di calcio femminile della Romania.

## Palmarès

### Club

#### Competizioni nazionali
- Campionato rumeno: 1

Rapid Bucarest: 1998-1999
- Coppa di Romania: 1

Rapid Bucarest: 1997-1998